# Lupinus subcarnosus
Lupinus subcarnosus là một loài thực vật có hoa trong họ Đậu. Loài này được Hook. miêu tả khoa học đầu tiên.